# Japaratuba (ort)
Japaratuba är en ort i Brasilien.   Den ligger i kommunen Japaratuba och delstaten Sergipe, i den östra delen av landet, 1 300 km öster om huvudstaden Brasília. Japaratuba ligger 89 meter över havet och antalet invånare är 8 092.
Terrängen runt Japaratuba är huvudsakligen platt. Japaratuba ligger uppe på en höjd. Närmaste större samhälle är Capela, 15,8 km nordväst om Japaratuba.
Omgivningarna runt Japaratuba är huvudsakligen savann. Runt Japaratuba är det ganska glesbefolkat, med 40 invånare per kvadratkilometer.